# Thurso (Kanada)
Thurso – miasto w Kanadzie, w prowincji Quebec, w regionie Outaouais i MRC Papineau. Miasto powstało w 1886, a otrzymało status miasta w 1963 roku.
Liczba mieszkańców Thurso wynosi 2 299. Język francuski jest językiem ojczystym dla 96,5%, angielski dla 3,1% mieszkańców (2006).